# Kočani
Kočani (kyrillisch Кочани; albanisch Koçani, indefinit Koçan; türkisch Koçana) ist eine Stadt und Hauptort der gleichnamigen Opština im Osten Nordmazedoniens, etwa 120 km östlich von Skopje.

## Geographie
Kočani befindet sich in der Region Osten, 65 km von der bulgarischen Grenze entfernt. Die Stadt liegt entlang der Nordseite des Kočanitals am gleichnamigen Fluss. Nördlich von ihr befindet sich der 2252 m hohe Berg Osogovo, 8 km südlich der 1754 m hohe Plačkovica.

## Geschichte

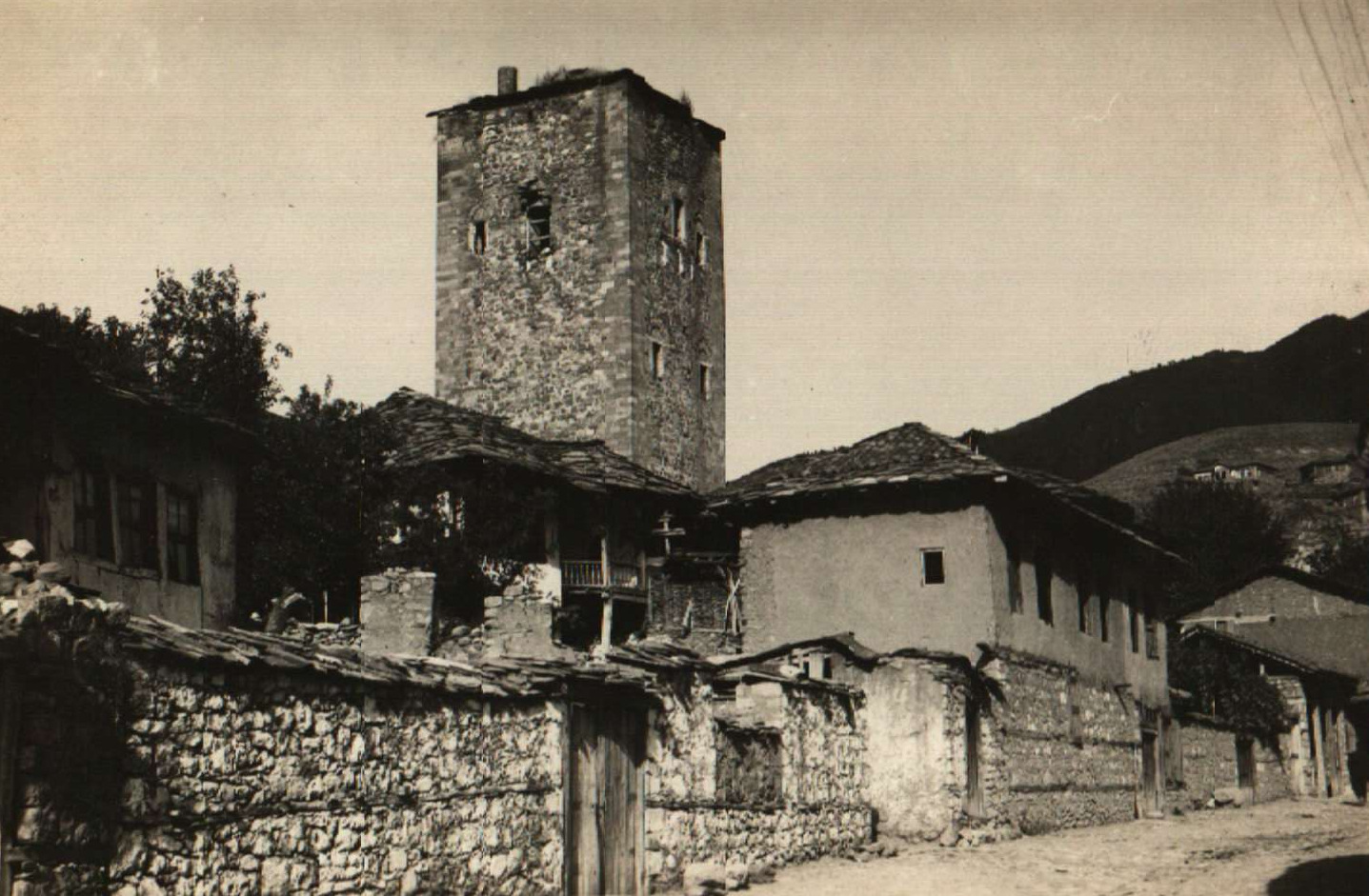
Kočani (1942)

Durch archäologische Funde ist belegt, dass es bereits zur Zeit der römischen und byzantinischen Reiche Siedlungen im heutigen Stadtgebiet gab. Die Ersterwähnung der Stadt erfolgte im Jahr 1337, als Jovan Oliver die Kirche des Heiligen Dmitrij für Kočani stiftete. Anfang des 15. Jahrhunderts fiel die Stadt unter osmanische Herrschaft und bekam in der Zeit den türkischen Namen Koçana.
Im 19. Jahrhundert war die Stadt Zentrum eines gleichnamigen Kaza. Um 1900 betrug die Bevölkerung der Stadt um die 6.000 Einwohner.
Am 15. März 2025 starben bei einem Brand in einem Nachtclub in Kočani mindestens 59 Menschen, weitere 155 wurden verletzt.

## Einwohner
Laut Volkszählung 2002 hatte die Gemeinde 38.092 Einwohner, von denen 19.192 männlich und 18.900 weiblich waren.
Nach Ethnien aufgegliedert waren dies:
35.472 Mazedonier
01.951 Roma
00315 Türken
00194 Walachen
00067 Serben
00093 Sonstige
Die zur Gemeinde gehörenden Orte außerhalb der Stadt waren nahezu ausschließlich von Mazedoniern bewohnt.

## Persönlichkeiten
- Andrej Lazarov (1999–2025), Fußballspieler
- Metodi Maksimov (* 2002), Fußballspieler

## Kultur
Kočani ist die Heimat des Original Kočani Orkestar, einer international bekannten Balkan Brass Band.

## Infrastruktur
Der Bahnhof Kočani ist Endpunkt der Bahnstrecke Veles–Kočani und wird täglich von einem Zugpaar nach Skopje bedient.